# Monomorium sutu
Monomorium sutu är en myrart som beskrevs av Bolton 1987. Monomorium sutu ingår i släktet Monomorium och familjen myror. Inga underarter finns listade i Catalogue of Life.